# Hans Wachtmeister (född 1940)
Hans Gustaf Hansson Wachtmeister, född 11 januari 1940 i Förkärla församling, Blekinge län, är en svensk greve, sjöofficer och godsägare. 

## Biografi
Hans Wachtmeister avlade officersexamen 1962 och utnämndes till fänrik vid Kungl. flottan. Samma år var han på studieresa till Amerika. Två år senare, 1964, befordrades han till löjtnant. 1970 blev han kapten och slutligen kommendörkapten 1977. År 1978 utnämndes Wachtmeister av regeringen Ullsten till adjutant hos kung Carl XVI Gustaf. Han är verkställande direktör i Johannishus Fideikommiss AB som äger och förvaltar Johannishus slott samt tillhörande egendomar till den tidigare fideikommissen.
Wachtmeister valdes in år 1977 som ledamot med invalsnummer 1036 i Kungliga Örlogsmannasällskapet.

## Familj
Hans Wachtmeister tillhör den grevliga ätten Wachtmeister af Johannishus nr 25. Han är son till civiljägmästaren, greve Hans Wachtmeister och Ingrid Tobieson samt sonson till ryttmästaren, greve Axel Wachtmeister. Han är sedan sin fars död 1995 ättens huvudman. Wachtmeister gifte sig den 2 maj 1963 med jur. kand. Eva Christine (Kitty) Nordbeck (1941–2024). De fick tre döttrar och en son.

## Utmärkelser
- Hans Majestät Konungens medalj av 8:e storleken i serafimerordens band, 1987.[8]
- Riddare av Johanniterorden i Sverige.[5]
- Riddare av franska Hederslegionen.
- Riddare av spanska Isabella den katolskas orden.